# Borchorster Hof

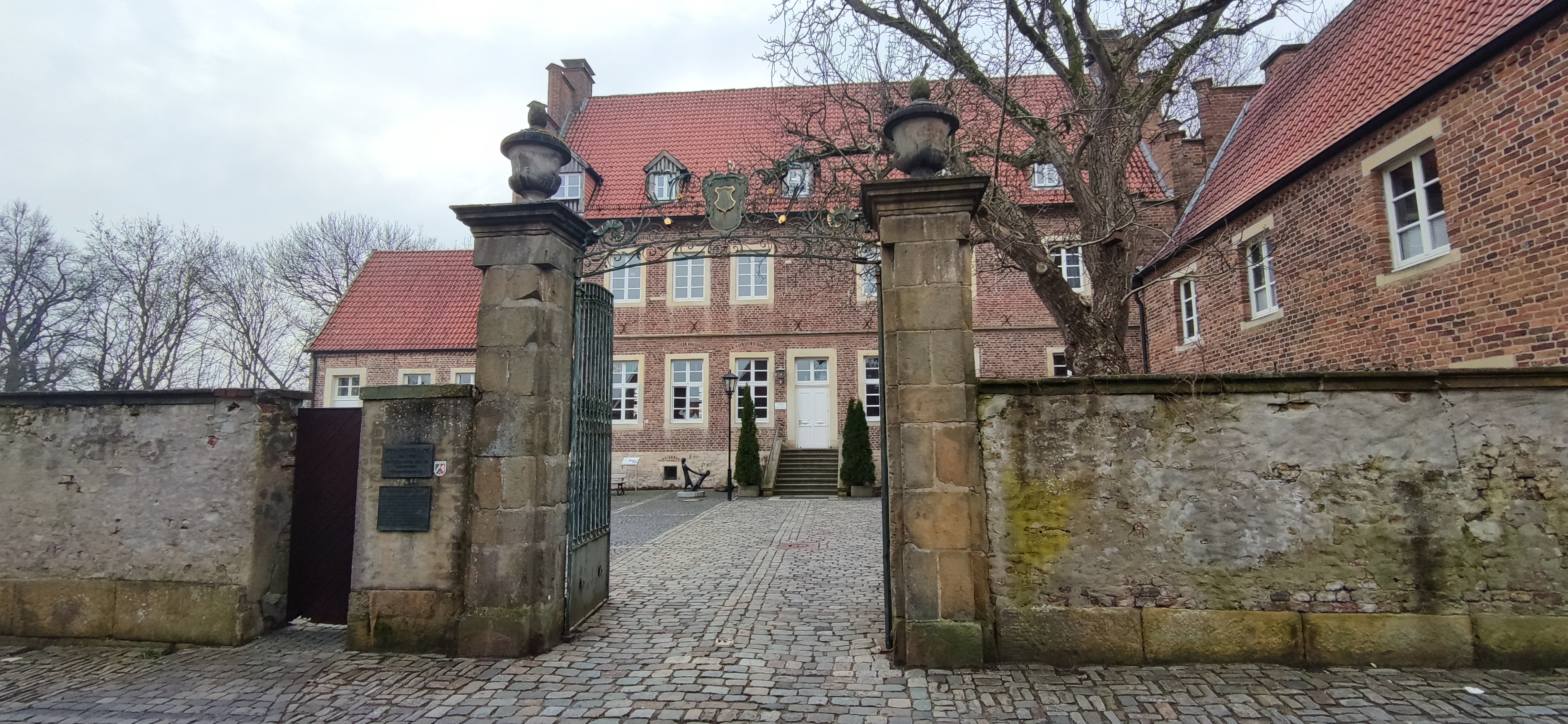
Borchorster Hof

Der Borchorster Hof ist einer der vier erhaltenen Burgmannshöfe in der Stadt Horstmar im Kreis Steinfurt in Nordrhein-Westfalen. Er gilt als der älteste und größte dieser Höfe und wurde erstmals im Jahr 1277 urkundlich erwähnt.

## Geschichte
Der Name des Borchorster Hofs stammt von den ersten nachgewiesenen Lehnsinhabern, den Herren von Borchorst. Ihr Name taucht im Zusammenhang mit diesem Hof jedoch erst 1427 auf, als die Erbin dieses Lehens, die Tochter der Familie von Borchorst, Gerd von Morrien, dem Erbmarschall des Fürstbischofs von Münster, heiratete. Die älteste überlieferte Liste der Horstmarer Burgmannschaft aus dem Jahr 1366 enthält noch nicht den Namen Borchorst, was darauf hindeutet, dass der Lehensinhaber zu dieser Zeit noch unbekannt war.
Im Jahr 1521 heiratete der Enkel von Gerd von Morrien, Dietrich von Morrien, Anna von Valke, die Mitgift brachte. Kurz nach dieser Hochzeit wurde der Hof unter Verwendung des Wappens der Familie Valke im Nordgiebel neu errichtet.
Der Borchorster Hof lag an der Südseite der Stadt und sollte die gefährdete Südwestecke der Stadt schützen. Der Hof ist nach wie vor am Stadtgraben positioniert, von dem noch beträchtliche Reste erhalten sind. Der Hof war ursprünglich von einer hohen Mauer umgeben, die den Innenhof abschloss. Der Eingang bestand aus zwei Steinpfeilern mit Vasen und einem schmiedeeisernen Tor.
Der ehemalige Garten des Borchorster Hofes ist heute der Bürgerpark der Stadt Horstmar.

## Architektur
Das zweigeschossige Herrenhaus des Borchorster Hofes zeichnet sich durch seine großen Fenster und einen hochgelegten Bau aus. Es gibt eine architektonische Verbindung von Gebäudeteilen, die zu einer Dreiflügelanlage führen, mit einem Bauhaus rechts und einem zurückspringenden Anbau auf der linken Seite des Haupthauses. Dieser Anbau, zusammen mit weiteren Strukturelementen wie einem Backhaus und einem Pferdestall im südlichen Bereich, vermittelt den Eindruck einer barocken Hofarchitektur.
Die Giebel des Gebäudes, die vermutlich ursprünglich aus Ziegelsteinen erbaut wurden, zeugen noch vom ursprünglichen Bau. Besonders hervorzuheben sind die hohen Treppengiebel, die als markante Elemente des Gebäudes fungieren. Diese wurden später durch spitze Sandsteinaufsätze (Fialen) geschmückt, die das Gebäude noch gotischer erscheinen ließen. Die Giebel erinnern an ähnliche architektonische Merkmale des Schlosses Herten bei Recklinghausen, das ebenfalls von dem Baumeister Henrik de Suyr errichtet wurde.
Im 19. Jahrhundert wurde der Hof umgebaut, als er von Fürst zu Salm-Horstmar erworben wurde, um ihn als Residenz für seinen Rentmeister zu nutzen. Dabei wurden unter anderem die Steinkreuzfenster durch Holzsprossenfenster ersetzt. Zudem wurde der südliche Anbau entfernt und durch ein neues Wirtschaftsgebäude ersetzt.

## Spätere Nutzung und Restaurierung
Der Borchorster Hof blieb im Besitz der Familie von Morrien bis etwa 1820, als er von Fürst zu Salm-Horstmar gekauft wurde. Bis 1919 diente er als Fürstliche Rentei, bevor er in den folgenden Jahren als Wohnhaus für verschiedene Familien genutzt wurde. Im Jahr 1978 erwarb die Stadt Horstmar das Gebäude, restaurierte die Außenfassade und baute das Innere nach vollständiger Entkernung zu einem Pfarrzentrum um. 1983 wurde das Pfarrzentrum, das die katholische Pfarrgemeinde St. Gertrudis nutzt, feierlich eingeweiht.

## Denkmalschutz
Der Borchorster Hof steht unter Denkmalschutz und stellt ein bedeutendes Beispiel westfälischer Architekturgeschichte dar. Der Hof ist sowohl ein kulturelles als auch ein historisches Erbe der Stadt Horstmar.

## Weitere Burgmannshöfe in Horstmar
Neben dem Borchorster Hof gibt es auch andere Burgmannshöfe in Horstmar, die ebenfalls Teil der Geschichte und Architektur der Stadt sind. Zu den bekanntesten gehören:
- Münsterhof: Historischer Burgmannshof, der eine ähnliche Bauweise wie der Borchorster Hof aufwies.
- Strickshof: Burgmannshof, von dem heute nur noch der Pfeiler des Hoftores zur Gossenstraße hin zu sehen ist
- Sendenhof: Burgmannshof in Horstmar, am nördlichen Stadttor.
- Merveldter Hof: Der Hof diente der Verteidigung und Verwaltung des Landes
- Valckenhof: Der Hof gehörte ebenfalls zu den historischen Burgmannshöfen. Vom Valkenhof ist nur das Kellergeschoss erhalten.
- Ascheberger Hof: Im Süden der Altstadt stand einst der Ascheberger Hof, von dem nur wenig bekannt ist.